# 38. ceremonia wręczenia Złotych Globów
Złote Globy za 1980 rok odbyły się 31 stycznia 1981 r. w Beverly Hilton Hotel w Los Angeles.
Nagrodę im. Cecila DeMille za całokształt twórczości otrzymał Gene Kelly.

Laureaci:

## Kino

### Najlepszy film dramatyczny
Zwyczajni ludzie, reż. Robert Redford

nominacje:
- Człowiek słoń, reż. David Lynch
- The Ninth Configuration, reż. William Peter Blatty
- Wściekły Byk, reż. Martin Scorsese
- Kaskader z przypadku, reż. Richard Rush

### Najlepsza komedia lub musical
Córka górnika, reż. Michael Apted

nominacje:
- Czy leci z nami pilot?, reż. Jim Abrahams, Jerry Zucker i David Zucker
- Sława, reż. Alan Parker
- Idolmaker, reż. Taylor Hackford
- Melvin i Howard, reż. Jonathan Demme

### Najlepszy aktor dramatyczny
Robert De Niro – Wściekły Byk

nominacje:
- John Hurt – Człowiek słoń
- Donald Sutherland – Zwyczajni ludzie
- Peter O’Toole – Kaskader z przypadku
- Jack Lemmon – Haracz

### Najlepsza aktorka dramatyczna
Mary Tyler Moore – Zwyczajni ludzie

nominacje:
- Gena Rowlands – Gloria
- Ellen Burstyn – Zmartwychwstanie
- Nastassja Kinski – Tess
- Deborah Raffin – Dotyk miłości

### Najlepszy aktor w komedii lub musicalu
Ray Sharkey – Idolmaker

nominacje:
- Tommy Lee Jones – Córka górnika
- Walter Matthau – Gra w klasy
- Neil Diamond – The Jazz Singer
- Paul Le Mat – Melvin i Howard

### Najlepsza aktorka w komedii lub musicalu
Sissy Spacek – Córka górnika

nominacje:
- Bette Midler – Boskie szaleństwo
- Irene Cara – Sława
- Dolly Parton – Od dziewiątej do piątej
- Goldie Hawn – Szeregowiec Benjamin

### Najlepszy aktor drugoplanowy
Timothy Hutton – Zwyczajni ludzie

nominacje:
- Jason Robards – Melvin i Howard
- Scott Wilson – The Ninth Configuration
- Judd Hirsch – Zwyczajni ludzie
- Joe Pesci – Wściekły Byk

### Najlepsza aktorka drugoplanowa
Mary Steenburgen – Melvin i Howard

nominacje:
- Beverly D’Angelo – Córka górnika
- Lucie Arnaz – The Jazz Singer
- Cathy Moriarty – Wściekły Byk
- Debra Winger – Miejski kowboj

### Najlepsza reżyseria
Robert Redford – Zwyczajni ludzie

nominacje:
- David Lynch – Człowiek słoń
- Martin Scorsese – Wściekły Byk
- Richard Rush – Kaskader z przypadku
- Roman Polański – Tess

### Najlepszy scenariusz
William Peter Blatty – The Ninth Configuration

nominacje:
- Eric Bergren i Christopher De Vore – Człowiek słoń
- Alvin Sargent – Zwyczajni ludzie
- Paul Schrader i Mardik Martin – Wściekły Byk
- Lawrence B. Marcus – Kaskader z przypadku

### Najlepsza muzyka
Dominic Frontiere – Kaskader z przypadku

nominacje:
- Giorgio Moroder – Amerykański żigolak
- Lalo Schifrin – Konkurs
- Michael Gore – Sława
- John Barry – Gdzieś w czasie
- John Williams – Gwiezdne wojny, część V: Imperium kontratakuje

### Najlepsza piosenka
„Fame” – Sława – muzyka: Michael Gore; słowa: Dean Pitchford

nominacje:
- „Call Me” – Amerykański żigolak – muzyka i słowa: Deborah Harry i Giorgio Moroder
- „Yesterday’s Dreams” – Znów zakochani – muzyka: Michel Legrand; słowa: Carol Connors
- „Love on the Rocks” – The Jazz Singer – muzyka i słowa: Neil Diamond i Gilbert Bécaud
- „Nine to Five” – Od dziewiątej do piątej – muzyka i słowa: Dolly Parton

### Najlepszy film zagraniczny
Tess, reż. Roman Polański  Francja

nominacje:
- Sprawa Moranta, reż. Bruce Beresford  Australia
- Ostatnie metro, reż. François Truffaut  Francja
- Sobowtór, reż. Akira Kurosawa  Japonia
- Moja wspaniała kariera, reż. Gillian Armstrong  Australia
- Kuracja specjalna, reż. Goran Paskaljević  Jugosławia

### Odkrycie roku - aktor
Timothy Hutton – Zwyczajni ludzie

nominacje:
- William Hurt – Odmienne stany świadomości
- Christopher Atkins – Błękitna laguna
- Michael O’Keefe – Wielki Santini
- Steve Railsback – Kaskader z przypadku

### Odkrycie roku - aktorka
Nastassja Kinski – Tess

nominacje:
- Nancy Allen – W przebraniu mordercy
- Dolly Parton – Od dziewiątej do piątej
- Cathy Moriarty – Wściekły Byk
- Debra Winger – Miejski kowboj